# Kari Ristanen
Kari Antero Ristanen (Tampere, 27 luglio 1958) è un ex fondista finlandese.
È marito di Eija Hyytiäinen, a sua volta fondista di alto livello.

## Biografia

### Carriera sciistica
In Coppa del Mondo ottenne il primo risultato di rilievo il 7 marzo 1982 a Lahti (20°) e il primo podio il 14 dicembre 1985 a Biwabik (2°).
In carriera prese parte a due edizioni dei Giochi olimpici invernali, Sarajevo 1984 (17° nella 30 km, 15° nella 50 km, 3° nella staffetta) e Calgary 1988 (27° nella 30 km, 7° nella 50 km, 8° nella staffetta), e a tre dei Campionati mondiali, vincendo una medaglia.

### Altre attività
Dopo il ritiro lavorò come commentatore sportivo delle gare di sci di fondo per la televisione finlandese.

## Palmarès

### Olimpiadi
- 1 medaglia:
  - 1 bronzo (staffetta[2] a Sarajevo 1984)

### Mondiali
- 1 medaglia:
  - 1 argento (staffetta[2] a Lahti 1989)

### Coppa del Mondo
- Miglior piazzamento in classifica generale: 10º nel 1987 e nel 1988
- 3 podi (tutti individuali[3])[4]:
  - 2 secondi posti
  - 1 terzo posto